# Зельґнево
Зельґнево (пол. Zelgniewo, нім. Selgenau) — село в Польщі, у гміні Качори Пільського повіту Великопольського воєводства.
Населення — 469 осіб (2011).
У 1975-1998 роках село належало до Пільського воєводства.

## Демографія
Демографічна структура станом на 31 березня 2011 року:
|          | Загалом | Допрацездатний вік | Працездатний вік | Постпрацездатний вік |
| -------- | ------- | ------------------ | ---------------- | -------------------- |
| Чоловіки | 236     | 56                 | 160              | 20                   |
| Жінки    | 233     | 49                 | 149              | 35                   |
| Разом    | 469     | 105                | 309              | 55                   |